# 976 – Teléfono del infierno
976-Evil es una película de terror de 1988 dirigida por Robert Englund y co-escrito por Brian Helgeland, protagonizada por Patrick O'Bryan, Stephen Geoffreys, Sandy Dennis, Jim Metzler, Lezlie Deane y Robert Picardo.
El título de la película hace referencia a la central telefónica 976, un sistema de números telefónicos de tarifa premium actualmente difunto que fue popular a finales de los 1980, pero que desde entonces ha sido reemplazado por el código de área 900.

## Argumento
La historia de dos primos, Leonard "Spike" Johnson (Patrick O'Bryan) y Hoax Wilmoth (Stephen Geoffreys). Dos adolescentes que viven con la madre ultrarreligiosa de Hoax, Lucy (Sandy Dennis), que vive rodeada de gatos. Desde la muerte de su madre, Spike vive con su tía y su primo, quien está dominado por su madre y marginado en el colegio.  Mientras que Spike es el típico motorista chico malo del vecindario, Hoax es un friki introvertido. A pesar de que Spike realmente se preocupa por su primo y le protege de los matones del colegio, Hoax está lleno de resentimiento por no poder defenderse él solo o conseguir a la chica que quiere (cosa que Spike consigue sin esfuerzo).
Ambos muchachos se topan con el Horroróscopo cuyo número es el 976, que aparentemente es solo una línea telefónica que garantiza la predicción del futuro por unos pocos dólares. Sin embargo, la línea es utilizada por Satán para corromper sutilmente a los mortales en su intento. Spike decide llamar y comprueba que las predicciones se cumplen, pero no sigue las instrucciones que le dan y pierde interés en la línea rápidamente. Pero Hoax pronto descubre la verdadera naturaleza de la línea y la usa para vengarse de todos los que lo han perjudicado.
Mientras tanto, Martin Palmer, un periodista de una revista sobre milagros, investiga esos casos extraños y sus pesquisas le llevan a un estudio de radio donde conoce a Mark Dark (Robert Picardo) quien le "demuestra" que el Horroroscopo solo fue un experimento que no salió bien.
Pronto el espíritu de Hoax es consumido casi por completo por Satán, que posee Hoax para causar la muerte y la destrucción, culminando en una apertura al Infierno que aparece ante su casa. Spike se enfrenta a Hoax, pero le vence rápidamente. En una última táctica desesperada, llama fervientemente a su primo, recordándole los planes que tenían para tomarse unas vacaciones ese verano.
El fugaz alma de Hoax reaparece brevemente, se da cuenta de su horrible error y abraza a Spike, pidiendo ayuda. Spike, al darse cuenta de que Hoax está perdido y no puede separarse de la presencia demoníaca, traiciona a su primo y lo arroja al pozo del infierno.
Poco después, se ve a Mark Dark en su oficina recibiendo las llamadas del Horroróscopo y recolectando fotos de personas, incluidas la de Hoax, como si fueran almas.

## Reparto
| Actor              | Personaje               |
| ------------------ | ----------------------- |
| Stephen Geoffreys  | Hoax Arthur Wilmoth     |
| Patrick O'Bryan    | Leonard "Spike" Johnson |
| Lezlie Deane       | Suzie                   |
| Jim Metzler        | Marty Palmer            |
| Maria Rubell       | Angela Martinez         |
| Sandy Dennis       | Tía Lucy Wilmoth        |
| J.J. Cohen         | Marcus                  |
| Darren E. Burrows  | Jeff                    |
| Gunther Jenson     | "Airhead"               |
| Jim Thiebaud       | "Rags"                  |
| Wendy J. Cooke     | Muchacha de banda       |
| Robert Picardo     | Mark Dark               |
| J.J. Johnston      | Virgil                  |
| Paul Willson       | Sr. Michaels            |
| Greg Collins       | Sr. Selby               |
| Demetre Phillips   | Sgt. Bell               |
| Don Bajema         | Deputy                  |
| Roxanne Rogers     | Angel, el mesero        |
| Joanna Keyes       | Madre de Suzie          |
| Tom McFadden       | Ministro                |
| Bert Hinchman      | The Coroner             |
| Cynthia Szigeti    | Operadora               |
| John Currie Slade  | Desconocido             |
| Mindy Seeger       | Victima femenina        |
| Quigley The Parrot | Loro de tía Lucy        |

## Lanzamiento
La película fue estrenada en cines en los Estados Unidos por New Line Cinema en marzo de 1989. Recaudó $ 2,955,917 en la taquilla. 
La película fue lanzada en video VHS por RCA/Columbia Pictures Home Video el mismo año. Las versiones de VHS y laserdisc de la película no están cortadas y contienen imágenes nunca antes vistas en su estreno original.
La película fue lanzada en DVD por Sony Pictures Home Entertainment en 2002. La versión en DVD y la versión Crackle tienen el corte teatral. Ambas versiones fueron lanzadas en Blu-ray el 3 de octubre de 2017.

## Recepción de la crítica
976-EVIL recibió una recepción crítica negativa y actualmente tiene un índice de aprobación del 9% en el sitio web Rotten Tomatoes, basado en 11 revisiones. The Washington Post escribió "De principio a fin, 976-EVIL es un número lamentable e incorrecto". Sin embargo, Allmovie defendió la película y la calificó de "subestimada".

## Secuela
Tuvo una secuela que salió directamente a video, titulada 976-EVIL II: The Astral Factor, fue lanzada en 1992, presentando a Spike (Patrick O'Bryan).

## Cultura Pop
La banda de metal alternativo Deftones tiene una canción en su álbum Diamond Eyes que lleva el nombre de la película.